# Cleveland (Alabama)
Cleveland és una població dels Estats Units a l'estat d'Alabama. Segons el cens del 2000 tenia 1.241 habitants.

## Demografia
Segons el cens del 2000, Cleveland tenia 1.241 habitants, 441 habitatges, i 339 famílies. La densitat de població era de 69,6 habitants/km².
Dels 441 habitatges en un 36,7% hi vivien nens de menys de 18 anys, en un 67,6% hi vivien parelles casades, en un 5,2% dones solteres, i en un 23,1% no eren unitats familiars. En el 20,4% dels habitatges hi vivien persones soles el 10,4% de les quals corresponia a persones de 65 anys o més que vivien soles. El nombre mitjà de persones vivint en cada habitatge era de 2,76 i el nombre mitjà de persones que vivien en cada família era de 3,22.
Per edats la població es repartia de la següent manera: un 25,3% tenia menys de 18 anys, un 10,1% entre 18 i 24, un 28% entre 25 i 44, un 23,3% de 45 a 60 i un 13,3% 65 anys o més.
L'edat mediana era de 36 anys. Per cada 100 dones hi havia 106,1 homes. Per cada 100 dones de 18 o més anys hi havia 105,5 homes.
La renda mediana per habitatge era de 37.037 $ i la renda mediana per família de 40.298 $. Els homes tenien una renda mediana de 27.228 $ mentre que les dones 19.667 $. La renda per capita de la població era de 16.857 $. Aproximadament el 5,2% de les famílies i el 6,7% de la població estaven per davall del llindar de pobresa.

## Poblacions properes
El següent diagrama mostra les poblacions més properes.